# پدی ادواردز
پدی ادواردز (انگلیسی: Paddi Edwards; ۸ مارس ۱۹۳۱ – ۱۸ اکتبر ۱۹۹۹) هنرپیشه اهل ایالات متحده آمریکا بود.

## فیلم‌شناسی
| سال  | نام                              | نقش                    | توضیحات |
| ---- | -------------------------------- | ---------------------- | ------- |
| ۱۹۶۰ | Inn for Trouble                  | Deirdre                |         |
| ۱۹۷۸ | کوروت تابستان                    | Loop Gaffer            |         |
| ۱۹۸۲ | هالووین ۳: فصل جادوگر            | Secretary              |         |
| ۱۹۸۳ | بودن یا نبودن                    | Pub Waitress           |         |
| ۱۹۸۶ | شهر آبی                          | Kate                   |         |
| ۱۹۸۶ | Stewardess School                | Older Woman            |         |
| ۱۹۸۷ | Surrender                        | Judge                  |         |
| ۱۹۸۹ | پری دریایی کوچولو                | Flotsam & Jetsam       | Voice   |
| ۱۹۹۷ | توستر کوچولوی شجاع برای نجات     | Lab Computer           | Voice   |
| ۱۹۹۷ | هرکول                            | Atropos                | Voice   |
| ۱۹۹۸ | توستر کوچولوی شجاع به مریخ می‌رود | Satellite 1            | Voice   |
| ۲۰۰۰ | یه فیلم خیلی مسخره               | Receptionist at Office | Voice   |